# Setodes uttamavarna
Setodes uttamavarna is een schietmot uit de familie Leptoceridae. De soort komt voor in het Oriëntaals gebied.
De wetenschappelijke naam van de soort werd voor het eerst gepubliceerd in 1987 door Fernand Schmid.